# Acronychia macrocalyx
Acronychia macrocalyx är en vinruteväxtart som beskrevs av Thomas Gordon Hartley. Acronychia macrocalyx ingår i släktet Acronychia och familjen vinruteväxter. Inga underarter finns listade i Catalogue of Life.